# لاسکی دوورسکیه
لاسکی دوورسکیه (به لاتین: Laski Dworskie) یک روستا در لهستان است که در گمینا گووچا واقع شده‌است. لاسکی دوورسکیه ۱۳۷ نفر جمعیت دارد.